# A contraluz (álbum de La Vela Puerca)
A contraluz es el tercer álbum de estudio de La Vela Puerca, lanzado en 2004. Fue  por Gustavo Santaolalla y grabado en Del Cielito Records, Buenos Aires. Entre los invitados figuran: Toto Méndez y sus compadres, el violista Gian Di Piramo, y el violinista Javier Casalla.

## Estilo musical
Este disco marca un punto de inflexión entre la propuesta de los dos primeros trabajos discográficos de la banda y lo que vendría después; yendo del ambiente más «fiestero» a uno más roquero, e incorporando canciones más reflexivas y oscuras. En Va a escampar, Clarobscuro y En El limbo, Teysera muestra su lado más íntimo. En otras canciones como Escobas, Zafar y Haciéndose pasar por la luz se mantiene el espíritu de los dos primeros discos.

## Lista de canciones
| N.º   | Título                     | Escritor(es)                          | Duración |  |
| 1.    | «Llenos de magia»          | Sebastián Teysera                     | 03:54    |  |
| 2.    | «Sin palabras»             | Sebastián Teysera                     | 03:24    |  |
| 3.    | «Dice»                     | Sebastián Teysera                     | 05:08    |  |
| 4.    | «De atar»                  | Sebastián Teysera - Nicolás Lieutier  | 04:06    |  |
| 5.    | «Va a escampar»            | Sebastián Teysera                     | 04:43    |  |
| 6.    | «Escobas»                  | Sebastián Teysera                     | 04:01    |  |
| 7.    | «Clarobscuro»              | Sebastián Teysera                     | 05:10    |  |
| 8.    | «Zafar»                    | Sebastián Teysera                     | 04:24    |  |
| 9.    | «Caldo precoz»             | Sebastián Teysera                     | 03:29    |  |
| 10.   | «Haciéndose pasar por luz» | Sebastián Cebreiro - Nicolás Lieutier | 03:26    |  |
| 11.   | «En el limbo»              | Sebastián Teysera                     | 04:44    |  |
| 12.   | «Un frasco»                | Sebastián Teysera                     | 04:43    |  |
| 13.   | «Doble filo»               | Sebastián Teysera                     | 03:10    |  |
| 14.   | «A lo verde»               | Sebastián Teysera                     | 03:13    |  |
| 57:35 |                            |                                       |          |  |

## Integrantes
- Sebastián Teysera: Voz, y guitarra en «Va a escampar».
- Sebastián Cebreiro: Voz.
- Nicolás Lieutier: Bajo.
- Lucas De Azevedo: Batería.
- Rafael Di Bello: Guitarras.
- Santiago Butler: Guitarras.
- Carlos Quijano: Saxofón.
- Alejandro Piccone: Trompeta.

## Ficha técnica
- Grabado en marzo y abril de 2004 en estudio Del Cielito, Buenos Aires.
- Ingeniero de Grabación: Demián Chorovicz.
- Ingeniero Asistente: Martín Pomares.
- Drum doctor Alejandro Pensa.
- Mezclado en mayo y junio de 2004 por Julio Berta en Campo.rec", Montevideo.
- Masterizado en julio de 2004 por Tom Baker en Precision Mastering, Los Ángeles.
- Preproducción en febrero de 2004 en "10 000 Watts" (Templo del Momia) (Montevideo).
- Grabación de cuerdas en Estudios ION, Buenos Aires.
- Ingeniero de grabación Jorge "Portugués" Da Silva
- Ingeniero asistente: Javier Mazzarol.
- Producido por: Gustavo Santaolalla.
- Productor asociado: Aníbal Kerpel.
- Coproducido por: Pepe Céspedes, Oscar Righi y La Vela Puerca.
- Producción adicional: Juan Campodónico.
- Producción ejecutiva: Juan Zas.
- A & R - Adrián Sosa.
- Desarrollo web: [kbz] & tadeo.
- Diseño gráfico: Tunda y Sebastián Prada.
- Ilustraciones: Tunda y Ombú.

Las canciones fueron arregladas por La Vela Puerca.
Arreglo de cuerdas en «En el limbo» por Alejandro Terán.
Arreglo de guitarras en «A lo verde» por Toto Méndez.

## Músicos invitados
- Toto Méndez, Carlos Méndez y Carlos Morales (Guitarras en 14).
- Bebe Ferreira (Trombón en 1, 2, 4, 6, 7, 9, 10 y 13).
- Gian Sirio Di Piramo (Viola en 8).
- Alejandro Terán, Javier Casalla, Guadalupe Tobarías, Dmitri Rodnoi (Cuerdas en 11).
- Sergio Dawi (Saxo barítono en 13).
- Aníbal Kerpel (Hammond en 5 , 8, 7, 12 y 3).
- Martín Pomares (Guitarra en 3).